# Cerambyx surinamensis
Cerambyx surinamensis là một loài bọ cánh cứng trong họ Cerambycidae.